# Jimmi D. Paesler
Jimmi D. Paesler (* 1942 in Klosterheide, Brandenburg) ist ein deutscher Maler, der vor allem durch seine Wandmalerei und die künstlerische Gestaltung von Außen- und Innenräumen bekannt ist.

## Leben und Wirken
Jimmi D. Paesler absolvierte ab 1958 eine Lehre als Schilder- und Werbemaler in Zeven und Bremen. Ab 1962 studierte er Malerei an der Hochschule für Künste Bremen, wo er unter anderem ein Schüler von Johannes Schreiter, Karl Fred Dahmen, Winfred Gaul und Karl Heinrich Greune war. Danach war er als freischaffender Maler tätig. Von 1973 bis 1983 realisierte er mehrere Wandbilder in Auftragsarbeit und hatte Lehraufträge unter anderem an der Universität Bremen. Ab 1983 nahm er seine Atelierarbeit wieder auf. Von 2001 bis 2003 leistete er Kulturarbeit im Strafvollzug Oslebshausen.
Jimmi D. Paesler lebt und arbeitet in Bremen.

## Auszeichnungen
- 1967: 2. Kunstpreis junger westen, Recklinghausen
- 1973: Wilhelm-Morgner-Preis der Stadt Soest

## Ausstellungen
Einzelausstellungen
Die Arbeiten von Jimmi D. Paesler wurde ab 1967 in etwa 30 Einzelausstellungen gezeigt, darunter in Galerien in Düsseldorf, Bremen, Baden-Baden, Hamburg, Worpswede und Bremerhaven.
- 1967: Kabinett für aktuelle Kunst, Bremerhaven
- 1968: Kunstforum, Jagdschloss Göhrde
- 1973: Galerie Böttcherstraße, Bremen
- 1983: Umweltmonument, Teerhof, Bremen
- 1986: Kunstkreis „Die Wassermühle“, Lohne
- 1989: Städtische Galerie, Bellevue-Saal, Wiesbaden
- 1991: Planungshaus, Bremen
- 1993: Bremer Presse-Club „Tagesknüller“
- 1995: Kunstverein Nord, Kulturbahnhof Vegesack
- 1995: Allersmaborg, Groningen
- 1999: Villa Ichon, Bremen
- 2002: Städtische Galerie Bremen, Bremen
- 2006: Kunstverein Achim, Achim
- 2009: Kunstverein Langenfeld

Gruppenausstellungen
- 1967, 1969: Kunstmarkt Köln
- 1967: Cinquième Biennale de Paris, Musée National d’Art Moderne
- 1968: 14 × 14 Junge Deutsche, Kunsthalle Baden-Baden
- 1968, 1969: Junge Stadt sieht junge Künstler, Wolfsburg
- 1969: 40 Deutsche unter 40, Norwegen und Finnland
- 1970: Fünf junge Deutsche, Bildnerische Raumsituationen
- 1970: Gegenverkehr, Aachen (mit Michael Buthe, Rune Mields, Markus Lüpertz)
- 1998: Kinder des Olymp 1968–1998, Kulturbahnhof Vegesack
- 2001: Bremer Künstler in Riga

## Arbeiten im öffentlichen Raum
- 1978: Geld-Explosion, Bunker Woltmershauser Heerstraße[1]
- 1978: Hervorragende Bremer Fenster, Parkplatz Böttcherstraße
- 1979: Baumbild, Jugendfreizeitheim Huchting
- 1980: Aufstieg und Fall und Der Aussteiger, Universität Bremen
- 1982: Taube aktiv, Schlachthof Bremen, Außenwände
- 1983: Frankensteins Rache, Nimweger Straße, Huchting
- 1984: Freiheit der Hasen, Amsterdamer Straße, Huchting
- 1984: Radfahrer, Auf den Höfen, Bremen
- 1988: Aufsteigende Brieftauben, Schlachthof Bremen
- 1989: Innengestaltung der Kesselhalle, Bremen
- 1989: Red Balloons, Marktstraße, Wiesbaden
- 1991: Oststraße, Ibbenbüren
- 1995: Bremer Kompressionen I, Eingangshalle Cordes & Greve, Seckenhausen
- 1995: Portrait der Mannschaft, Otto Rehhagel, Vorstand und Willi Lemke, Werder Bremen
- 1998: Bremer Compression II, Colonia Versicherung, Am Wall, Bremen
- 2001: Vitalbad Vahr
- 2003: Kurt-Schumacher-Allee, Bremen

## Veröffentlichungen
- Jimmi D. Paesler. Von 1964 bis 2008. Text: Hans-Joachim Manske. Städtische Galerie im Buntentor, Bremen 2009, ISBN 978-3-9809465-7-5.
- Jimmi D. Paesler. Malerei vor und nach dem „Roten Jahrzehnt“. Vorwort: Hans-Joachim Manske. 2002. (online, PDF-Datei; 2,58 MB)